# Pentland Skerries
Las Pentland Skerries (en inglés: Pentland Skerries, que en escocés, significa, «arrecifes o islotes Pentland») son un grupo de cuatro islas deshabitadas, ubicadas en el Pentland Firth, al nordeste de Duncansby Head (cerca del territorio de Highlands), y al sur de la isla de South Ronaldsay en Escocia, a la que pertenecen.
La más extensa de las Pentland Skerries es, con diferencia, Muckle Skerry, que alberga un faro. Las otras islas son Little Skerry, Louther Skerry y Clettack Skerry.
- Datos: Q2719864
- Multimedia: Pentland Skerries / Q2719864